# Hotspot (diritto)
L'hotspot, chiamato anche hot spot (letteralmente in italiano punto caldo o punto di accesso) o punto di crisi, è un campo, una struttura o un centro concepito ed allestito come punto di primo approdo e accoglienza dei migranti extracomunitari negli stati frontalieri ai confini dell'Unione Europea.
In talune strutture, si procede dapprima all’identificazione delle persone attraverso informazioni anagrafiche da parte del personale delle forze dell'ordine, raccogliendo anche altri dati tra cui impronte digitali e foto.
Ideati ed istituiti ufficialmente nel 2015, lo scopo degli hotspot inizialmente era quello di coordinare l’accoglienza, l’identificazione e la registrazione degli immigrati alle frontiere esterne dell’UE.
Nel 2022, c’erano in totale di dieci strutture: cinque hotspot attivi in Grecia e sulle isole al largo della costa turca e cinque nell’Italia meridionale.